# Ruth Murray-Clay
Ruth Murray-Clay é professora assistente  de astronomia da Universidade da Califórnia em Santa Bárbara, que estuda a formação de sistemas planetários.

## Prêmios
Recebeu o Prêmio de Astronomia Helen B. Warner de 2015 da American Astronomical Society.